# Replicant (système d'exploitation)
Pour les articles homonymes, voir Replicant.
Replicant est un système d'exploitation mobile et libre dérivé de LineageOS (auparavant CyanogenMod, tous deux dérivés d'Android et plus exactement de l'Android Open Source Project) qui est né pendant l'été 2010 (il était alors basé directement sur Android Open Source Project). Il vise à proposer un système d'exploitation entièrement libre pour les smartphones et les tablettes, en remplaçant les composants privateurs d'Android par leurs équivalents libres.
Le projet est soutenu par la Free Software Foundation qui a mis en place une campagne de dons à son profit.
Il est disponible pour plusieurs smartphones et tablettes,,,.
Le nom Replicant est tiré des androïdes du même nom dans le film Blade Runner.

## Histoire
Le projet Replicant a débuté mi-2010, avec un effort pour consolider diverses initiatives essayant de produire un dérivé entièrement libre d'Android pour le smartphone HTC G1. L'équipe originelle regroupait Bradley M. Kuhn, Aaron Williamson, Graziano Sorbaioli et Denis GNUtoo Carikli. Le projet a rapidement mené à l'écriture de code de remplacement concernant les parties non-libres nécessaires pour rendre le HTC G1 fonctionnel. Le premier composant à avoir été remplacé permettait au son de fonctionner sans bibliothèque propriétaire. Replicant fournissait à l'origine son propre dépôt d'applications libres, qui fut ultérieurement remplacé par F-Droid,,.
Le logiciel qui était chargé de gérer la communication avec le modem (que l'on nomme usuellement Radio Interface Layer ou RIL) fut alors remplacé par du code libre, rendant ainsi la partie téléphonie utilisable. Une bibliothèque prenant en charge le GPS fut alors adaptée à partir de code libre qui avait été écrit à l'origine pour un autre téléphone et qui permit au HTC G1 de faire fonctionner le GPS avec Replicant.
Les premières versions de Replicant étaient basées sur le code de l'Android Open Source Project, tandis que les versions 2.2 (avril 2011) et ultérieures utilisent CyanogenMod en tant que base, dans le but de rendre plus aisé le support d'un plus grand nombre d'appareils,.
Tandis que le développement se poursuivait, de nombreux membres de l'équipe d'origine de Replicant se sont retirés du projet, faisant de Denis ‘GNUtoo’ Carikli l'unique membre restant de l'équipe originelle à travailler encore activement sur le projet. En avril 2011, Paul Kocialkowski décida de s'impliquer dans le projet et devint progressivement le principal développeur de Replicant, après l'avoir porté avec succès sur les smartphones Nexus S et Galaxy S,.
Le 3 janvier 2013, le projet publia la version 4.0 de son kit de développement entièrement libre, en partie pour répondre, aux inquiétudes à propos du fait que Google avait mis à jour la licence relative aux add-ons et aux binaires, en la rendant propriétaire.
Depuis juillet 2013, Replicant est sponsorisé et soutenu par la Free Software Foundation.
À la date du FOSDEM 2023, Denis ‘GNUtoo’ Carikli est le mainteneur du projet.

### Publications
| Version | Date de sortie   | Basé sur                                            | Notes |
| ------- | ---------------- | --------------------------------------------------- | --- |
| 2.2     | 26 avril 2011    | NC                                                  | La plus récente (0009) a été publiée le 21 octobre 2011.                                                    |
| 2.3     | NC               | NC                                                  | La plus récente (0005) a été publiée le 30 septembre 2012.                                                  |
| 4.0     | 16 novembre 2012 | Android 4.0 "Ice Cream Sandwich"                    | 5 mises à jour de Replicant 4.0 ont été publiées. La plus récente (0005) a été publiée le 1er octobre 2013. |
| 4.2     | 22 janvier 2014  | CyanogenMod 10.1, basé sur Android 4.2 "Jelly Bean" | 4 mises à jour Replicant 4.2 ont été publiées. La plus récente (0004) a été publiée le 2 septembre 2015.    |
| 6.0,    | 13 mars 2017     | LineageOS 13.0                                      | 2 mises à jour Replicant 6.0 ont été publiées,. La plus récente (0003) a été publiée le 30 décembre 2017.   |

## Appareils supportés
La portée du projet Replicant a été graduellement étendue afin d'inclure le support de nouveaux appareils, à commencer par le Nexus One, le Nexus S et le Samsung Galaxy S.
Les développeurs de Replicant travaillent constamment pour ajouter le support de nouveaux appareils.
Les appareils suivants sont pris en charge, avec le Wi-Fi et le Bluetooth nécessitant des micrologiciels propriétaires pour fonctionner:
| Appareil                    | Nom de code    | Version de Replicant | Graphismes 2D | Graphismes 3D | Son          | Téléphonie                 | Données Mobiles | CCP | GPS            | Capteurs            | Caméra                               |
| --------------------------- | -------------- | -------------------- | ------------- | ------------- | ------------ | -------------------------- | --------------- | --- | -------------- | ------------------- | ------------------------------------ |
| Nexus S                     | crespo         | 4.2                  | Oui (lent)    | Non           | Oui          | Oui                        | Oui             | Non | Non            | Oui                 | Oui                                  |
| Samsung Galaxy S III 4G     | i9305          | 6.0                  | Oui           | Non           | Oui          | Non                        | Non             | Oui | Non            | Oui                 | Oui (arrière) / propriétaire (avant) |
| Samsung Galaxy S III        | i9300          | 6.0                  | Oui           | Non           | Oui          | Oui                        | Oui             | Oui | Non            | Oui                 | Oui (arrière) / propriétaire (avant) |
| Samsung Galaxy S II         | galaxys2       | 6.0                  | Oui           | Non           | Oui          | Oui                        | Oui             | Non | Non            | Oui                 | Oui                                  |
| Samsung Galaxy S            | galaxysmtd     | 4.2                  | Oui (lent)    | Non           | Oui          | Oui                        | Oui             | Non | Non            | Oui                 | Oui                                  |
| Galaxy Nexus                | maguro         | 6.0                  | Oui           | Non           | Oui          | Oui                        | Oui             | Oui | Non            | Oui                 | Non                                  |
| Samsung Galaxy Tab 2 (10.1) | p5100          | 6.0                  | Oui (lent)    | Non           | Oui          | Oui                        | Oui             | Non | Non            | Oui                 | Non                                  |
| Samsung Galaxy Tab 2 (7.0)  | p3100          | 6.0                  | Oui           | Non           | Oui          | Oui                        | Oui             | Non | Non            | Oui                 | Non                                  |
| Samsung Galaxy Note         | n7000          | 6.0                  | Oui           | Non           | Oui          | Oui                        | Oui             | Non | Non            | Oui                 | Non                                  |
| Samsung Galaxy Note 2       | n7100          | 6.0                  | Oui           | Non           | Oui          | Oui                        | Oui             | Oui | Non            | Oui                 | Oui (arrière) / Propriétaire (avant) |
| Samsung Galaxy Note 8.0     | N51xx          | 6.0                  | Oui           | Non           | Oui          | Oui                        | Oui             | NC  | Non            | Oui                 | Non                                  |
| Nexus One                   | passion        | 2.3                  | Oui           | Non           | propriétaire | Oui                        | Oui             | NC  | Oui (non AGPS) | Non (partiellement) | Non                                  |
| Goldelico GTA04             | gta04          | 2.3                  | Oui           | Non           | Oui          | partiel (travail en cours) | Oui             | NC  | Non            | NC                  | Non                                  |
| HTC Dream / HTC Magic (en)  | dream_sapphire | 2.2                  | Oui           | Non           | Oui          | Oui                        | Non             | NC  | Oui (non AGPS) | NC                  | Non                                  |

### Ajouts probables
Des appareils ciblés additionnels sont évalués, en se basant sur l'adéquation de leurs plateformes matérielles et des pilotes requis. En janvier 2014, les appareils listés ci-dessous ne sont pas encore supportés et porter Replicant sur ces modèles est seulement à l'étude.
| Appareil | Nom de code | Version de Replicant |
| -------- | ----------- | -------------------- |
| Nexus 10 | manta       | 4.2                  |

### Ajout improbables ou impossibles
Sur la base de l'inadéquation de leurs plateformes matérielles, ou du manque de pilotes libres, porter Replicant sur les appareils listés ci-dessous est soit impossible soit hautement improbable:
| Appareil           | Faisabilité              | Raison                     |
| ------------------ | ------------------------ | -------------------------- |
| Galaxy Tab 8.9     | Improbable               | Lenteur du Tegra           |
| Nexus 7            | Possible mais improbable | Non spécifiée              |
| Nexus 4            | Très improbable          | Trop de pilotes privateurs |
| Motorola Defy (en) | Impossible               | Le noyau est signé         |